# Хашим Якуб
Хаши́м Яку́б (малайск.  Hashim Yaacob; 12 мая 1949, Танах-Мерах, Келантан) — малайзийский ученый и поэт.

## Краткая биография
Родился в бедной семье. Родители его занимались сбором каучука на каучуковой плантации. Окончил Технологический институт МАРА (Петалинг-Джая), затем Университет Отаго (Новая Зеландия), Лондонский университет и Королевский терапевтический и хирургический колледж в Глазго. Специализировался в области зубной хирургии. В 1992 году получил также диплом Международного исламского университета Малайзии.
Вся его практическая деятельность связана с Университетом Малайя (с 1975 г.), где он прошел путь от заведующего кафедрой (1980—1983) до декана зубоврачебного факультета (1987—1989, 1994—2001), заместителя ректора (2001—2003) и ректора университета (2003—2006). Профессор (1987), Почетный профессор (2015).
Опубликовал более 100 научных статей (1980—2015) и выступил со 150 докладами на конференциях. Награждён 21 золотой, серебряной и бронзовой медалями за научные изобретения в стране и за рубежом (2000—2008), зарегистрировал три научных патента.
После ухода из Университета Малайя в 2008 году был ректором Международного университетского колледжа медсестер (Петалинг-Джая, 2008—2011) и Университетского колледжа Метрополитан (Куала-Лумпур (2011—2013). Затем занялся частной практикой.
Пишет также стихи, по красоте, искренности и простоте формы — одни из лучших в современной малайской литературе. Увлекается теневым театром ваянг, часто выступает кукловодом в представлениях по пьесам собственного сочинения.

## Награды
- Золотая и серебряная медали на международном конкурсе изобретателей в Женеве (2001)
- Главная литературная премия Малайзии (2002)
- Награда «Блестящий ученый» (2004, 2005)
- Seri Paduka Setia Mahkota Kelantan Yang Amat Terbilang (SPSK) от султана Келантана
- Dato’ Paduka Setia Mahkota Kelantan Yang Amat Terbilang (DPSK) от султана Келантана

## Поэтические сборники
- Aku Hanya Mahu ke Seberang. Diterjemahkan ke dalam 45 bahasa. Ed. Azirah H., Pogadaev V., Sheena K., Doshi A., Ghazali A.K., Mohammed M. Kuala Lumpur: University Malaya Press, 2005.
- Aku Hanya Mahu Ke Seberang. Kuala Lumpur: Task Global, 2000.
- Air Manik Astagina. Kuala Lumpur: Dewan Bahasa dan Pustaka, 1994.
- Air Penawar Sekacang Kela. Bangi: Furada Publishing House, 1993.
- (ed) Tanah Serendah Sekebun Bunga. Kuala Lumpur: Dewan Bahasa dan Pustaka, 1998.
- (ed) MISI. Kuala Lumpur: Dewan Bahasa dan Pustaka, 1996.

## Переводы на русский
- Я всего лишь хочу на тот берег. Пер. В. Погадаева // Aku Hanya Mahu ke Seberang. Diterjemahkan ke dalam 45 bahasa. Ed. Azirah H., Pogadaev V., Sheena K., Doshi A., Ghazali A.K., Mohammed M. Kuala Lumpur: University Malaya Press, 2005.
- Хашим Якуб. Поющий бамбук. Избранные стихи. Составление и перевод Виктора Погадаева. Редактор Е. С. Кукушкина. Художественное оформление и иллюстрации Рамлана. M.: Гуманитарий, 2005.